# العميل كودي بانكس 2 (فلم)
العميل كودي بانكس 2 (بالإنجليزية: Agent Cody Banks 2)) هو فيلم أمريكي من نوع الإثارة وكوميديا؛ أنتج عام 2004. الفيلم للمخرج كيفين الن. وهو من بطولة فرانكي مونيز في دور عميل مراهق اسمه كودي بانكس.

## القصة
في الجزء الثاني من سلسلة المغامرات المثيرة يواصل العميل المراهق كودي بانكس عملياته الخطيرة المليئة بالإثارة. هذه المرة ينضم إليه شريكه ديريك وفتاة تدعى إيميلي ليخوضوا معا مهمة عسيرة.
المهمة هي تعقب رجل منشق عن المخابرات المركزية الأمريكية، قام قبل هروبه بالاستيلاء على جهاز متطور خطير قادر على السيطرة على عقول البشر.
العميل الهارب يخطط لاستخدام الجهاز في السيطرة على عقول زعماء ورؤساء العالم من أجل دفعهم دفعا لمواجهات ومواقف تنصبه مسيطرا على العالم بأكمله.
ومن أجل منع هذه الكارثة، ينتقل كودي بانكس وزملاءه للعاصمة البريطانية لندن، وهناك تدور مواجهة عنيفة ومثيرة بينهم وبين العميل المنشق.

## الشخصيات
- فرانكي مونيز في دور كودي بانكس
- أنتوني أندرسن في دور ديريك بومان
- هانا سبيريت في دور إيميلي سومرس
- سينثيا ستيفنسون في دور والدة كودي
- دانيال روبوك في دور والد كودي
- كيث ديفيد في دور مدير ال"CIA" (CIA: وكالة المخابرات المركزية)
- أنا شانكلر في دور لدي جوزفين كنزورث
- كيث ألين في دور فيكتور دياز
- جمس فالكنر في دور لورد دنكان كنزورث
- ديفيد كيلي في دور تريفور
- كنور ويدوس في دور اليكس بانكس

## وصلات خارجية
- مقالات تستعمل روابط فنية بلا صلة مع ويكي بيانات

1. ↑  "معلومات عن العميل كودي بانكس 2 (فيلم) على موقع cinemagia.ro". cinemagia.ro. مؤرشف من الأصل في 2007-06-10.
2. ↑  "معلومات عن العميل كودي بانكس 2 (فيلم) على موقع tvguide.com". tvguide.com. مؤرشف من الأصل في 2020-10-28.
3. ↑  "معلومات عن العميل كودي بانكس 2 (فيلم) على موقع synchronkartei.de". synchronkartei.de. مؤرشف من الأصل في 2020-08-12.